# Parijs-Roubaix 1908
De 13e editie van de wielerwedstrijd Parijs-Roubaix werd gereden op 19 april 1908. De wedstrijd was 271 km lang. Van al de deelnemers wisten er 27 de eindstreep te halen. De wedstrijd werd gewonnen door Cyrille Van Hauwaert.

## Uitslag
| Plaats  | Naam                 | Tijd      |
| ------- | -------------------- | --------- |
| Winnaar | Cyrille Van Hauwaert | 10u34’25” |
| 2       | Georges Lorgeou      | +3’35”    |
| 3       | François Faber       | +5’05”    |
| 4       | August Ringeval      | +11’35”   |
| 5       | Louis Trousselier    | +21’35”   |
| 6       | Georges Passerieu    | +23’35”   |
| 7       | André Pottier        | +24’35”   |
| 8       | Gustave Garrigou     | z.t.      |
| 9       | Emile Georget        | +29’35”   |
| 10      | Jules Masselis       | +32’35”   |

1896 · 
1897 · 
1898 · 
1899 · 
1900 · 
1901 · 
1902 · 
1903 · 
1904 · 
1905 · 
1906 · 
1907 · 
1908 · 
1909 · 
1910 · 
1911 · 
1912 · 
1913 · 
1914 · 
1915 · 
1916 · 
1917 · 
1918 · 
1919 · 
1920 · 
1921 · 
1922 · 
1923 · 
1924 · 
1925 · 
1926 · 
1927 · 
1928 · 
1929 · 
1930 · 
1931 · 
1932 · 
1933 · 
1934 · 
1935 · 
1936 · 
1937 · 
1938 · 
1939 · 
1940 · 
1941 · 
1942 · 
1943 · 
1944 · 
1945 · 
1946 · 
1947 · 
1948 · 
1949 · 
1950 · 
1951 · 
1952 · 
1953 · 
1954 · 
1955 · 
1956 · 
1957 · 
1958 · 
1959 · 
1960 · 
1961 · 
1962 · 
1963 · 
1964 · 
1965 · 
1966 · 
1967 · 
1968 · 
1969 · 
1970 · 
1971 · 
1972 · 
1973 · 
1974 · 
1975 · 
1976 · 
1977 · 
1978 · 
1979 · 
1980 · 
1981 · 
1982 · 
1983 · 
1984 · 
1985 · 
1986 · 
1987 · 
1988 · 
1989 · 
1990 · 
1991 · 
1992 · 
1993 · 
1994 · 
1995 · 
1996 · 
1997 · 
1998 · 
1999 · 
2000 · 
2001 · 
2002 · 
2003 · 
2004 · 
2005 · 
2006 · 
2007 · 
2008 · 
2009 · 
2010 · 
2011 ·
2012 · 
2013 ·
2014 ·
2015 ·
2016 ·
2017 ·
2018 ·
2019 ·
2020 · 
2021 · 
2022 · 
2023 · 
2024 · 
2025